# Gunung Bujang Selamat
Gunung Bujang Selamat är ett berg i Indonesien.   Det ligger i provinsen Aceh, i den västra delen av landet, 1 600 km nordväst om huvudstaden Jakarta. Toppen på Gunung Bujang Selamat är 926 meter över havet, eller 96 meter över den omgivande terrängen. Bredden vid basen är 0,94 km.
Terrängen runt Gunung Bujang Selamat är kuperad åt sydväst, men åt nordost är den bergig.Runt Gunung Bujang Selamat är det mycket glesbefolkat, med 5 invånare per kvadratkilometer. I omgivningarna runt Gunung Bujang Selamat växer i huvudsak städsegrön lövskog.